# Psammetes madagascariensis
Psammetes madagascariensis là một loài thực vật có hoa trong họ Mã đề. Loài này được (Bonati) Eb. Fisch. & Hepper miêu tả khoa học đầu tiên năm 1997.